# Dicrurus atripennis
Dicrurus atripennis е вид птица от семейство Dicruridae.

## Разпространение
Видът е разпространен в Бенин, Камерун, Централноафриканската република, Република Конго, Демократична република Конго, Кот д'Ивоар, Екваториална Гвинея, Габон, Гана, Гвинея, Либерия, Нигерия, Сиера Леоне и Того.